# Archboldomys luzonensis
Archboldomys luzonensis es una especie de roedor de la familia Muridae.

## Distribución geográfica
Son endémicos de Luzón (Filipinas).

## Hábitat
Su hábitat natural son: clima tropical o clima subtropical bosques áridos.

## Estado de conservación
Se encuentra amenazada de extinción por la pérdida de su hábitat natural, debido a las operaciones de tala. 